# Список специально обозначенных граждан и заблокированных лиц
Список особо обозначенных граждан и заблокированных лиц (англ. Specially Designated Nationals and Blocked Persons List), также известный как Список SDN (англ. SDN List), представляет собой санкционную/эмбарго-меру правительства Соединённых Штатов, направленную против террористических организаций, физических лиц, организаций и их бенефициарных владельцев, некоторых авторитарных режимов, а также международных преступников (например, наркоторговцев). Список находится в ведении Управления по контролю за иностранными активами Министерства финансов США (OFAC).
В списке SDN находятся десятки тысяч физических и юридических лиц, которые представляют угрозу национальной безопасности, внешней и экономической политике США. Всем физическим и юридическим лицам США запрещено вести дела с физическими и юридическими лицами, занесёнными в этот список. Санкционные ограничения включают в себя запрет на инвестиции в акции организаций, внесённых в список, а также в юридические лица, бенефициарными владельцами которых являются лица, внесённые в список и владеющие контрольным пакетом акций, а также запрет на формирование новых долговых обязательств (включая все ценные бумаги, такие как облигации, кредиты, переводные векселя и т. д.) со сроком погашения более 90 дней. После аннексии Крыма США внесли в черный список ряд российских и крымских компаний. В списке представлены граждане почти всех стран.